# Альварес, Умберто
Луи́с Умбе́рто Альва́рес Аранго (исп. Luis Humberto Álvarez Arango; 13 июня 1929, Медельин — 9 июня 2019, Медельин) — колумбийский футболист, игравший на позиции полузащитника.

## Биография

### Клубная карьера
Альварес на протяжении 13 сезонов играл за «Атлетико Насьональ», сыграв в чемпионате Колумбии 293 матча и забил 90 голов. Он был одним из ключевых игроков «зелёных», в составе которых выиграл чемпионский титул 1954 года.
В 1960 году Альварес перешёл в «Депортиво Кали», в котором отыграл один сезон. Затем он перешёл в «Индепендьенте Медельин», в котором отыграл один сезон и возрасте 32 лет завершил карьеру.

### Карьера в сборной
В составе сборной Колумбии принимал участие на чемпионате Южной Америки 1957 года, на котором колумбийцы заняли итоговое 5-е место.

### Тренерская карьера
В 1969 году работал главным тренером клуба «Индепендьенте Медельин».

### Смерть
Скончался 9 июня 2019 года в Медельине в возрасте 89 лет, не дожив 4 дней до 90-летия.